# Ragnar Nurkse
Ragnar Nurkse (ur. 5 października 1907 w Tallinnie, zm. 6 maja 1959) – estońsko-amerykański ekonomista.
Pisał o międzynarodowym rynku walutowym, handlu, ubóstwie, rozwinął koncepcję wzrostu zrównoważonego.